# Туюкские озёра
Тую́кские озёра — система, состоящая из 2 озёр. Расположена на северо-восточном макросклоне Семинского хребта Центрально-Азиатской физико-географической провинции. Название озёр произошло от слова «туйук» (с алт. «глухой», «закрытый» участок). Административно они входят в состав Шебалинского района Республики Алтай.
На берегах Туюкских озёр произрастают родиола розовая (золотой корень) и эдельвейс, занесённые в Красную Книгу РФ.

### Верхнее Туюкское озеро

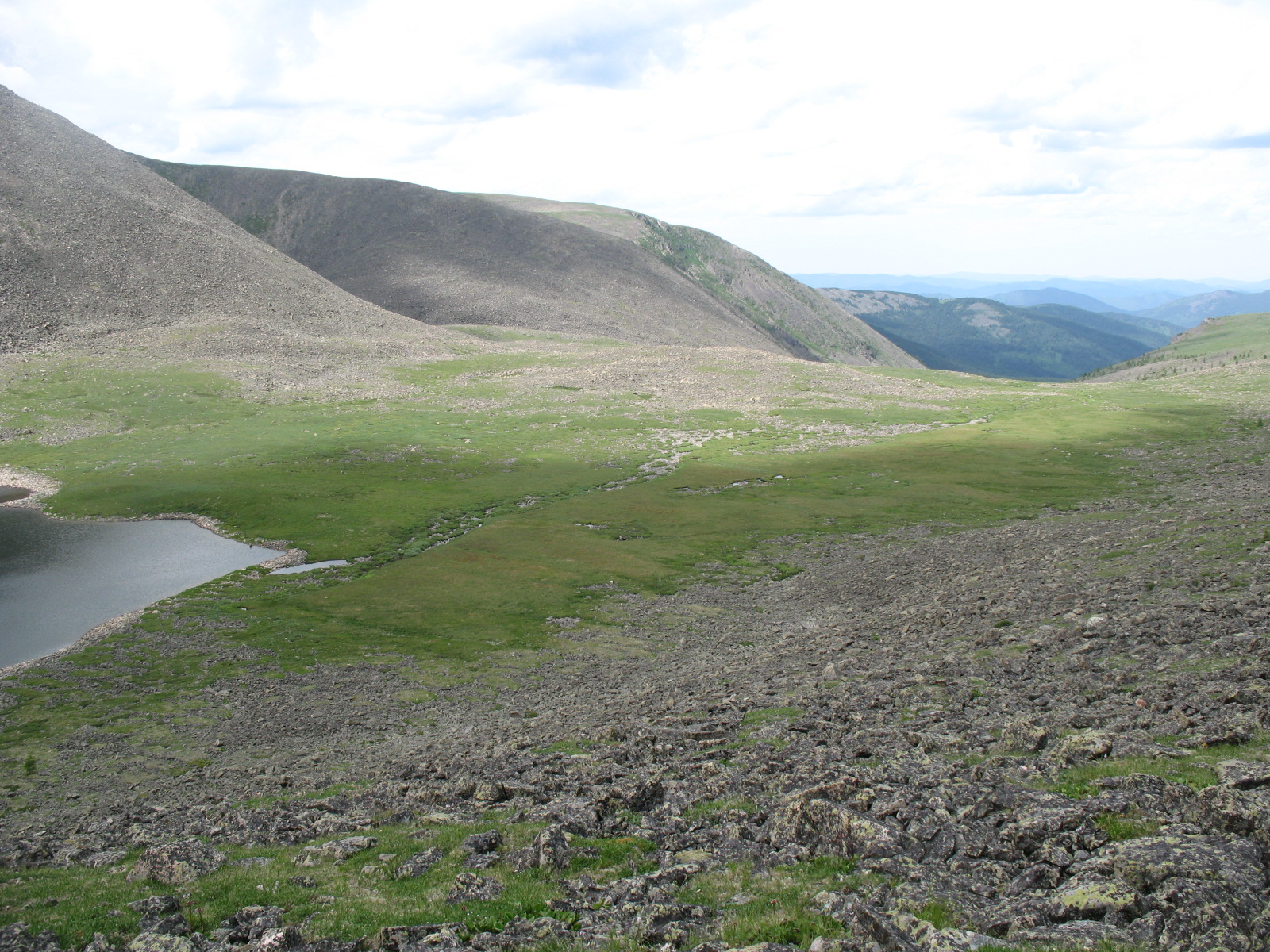
Долина ниже Верхнего Туюкского озера, исток реки Туюк.

Верхнее Туюкское озеро располагается на дне древнего кара, открытого в северном направлении, и лежит на расстоянии 2 км от Нижнего озера. Абсолютная высота — около 2200 м, длина — 245 м, ширина — 265 м, длина береговой линии — 1050 м. Озеро имеет округлую форму и несколько вытянуто с юга на север. Берега озера каменисты и обрамлены с запада крутыми стенами кара. Озеро проточное. Небольшой ручей соединяет его с Нижним Туюкским озером. Озеро питается атмосферными осадками и грунтовыми водами. Наибольшие глубины наблюдаются в южной части (6,6 м). Вода в озере пресная, прозрачная, температура воды у поверхности в июне 15−16 °C. Температура воздуха в этом районе в январе −16 °C, в июле 17 °C, годовая сумма осадков 750 мм.

### Нижнее Туюкское озеро
Нижнее Туюкское озеро лежит на абсолютной высоте 2110 м, его длина — 330 м, ширина — 265 м, протяжённость береговой линии — 900 м, максимальная глубина — 3 м. Озеро ледникового происхождения. Моренный вал длиной 350 м подпруживает озеро с северной стороны. Он сложен крупнообломочным материалом размером 1−1,5 м. Травянистая и кустарниковая растительность особенно обильно покрывает берега ручьев, стекающих по его поверхности. Западный и юго-западный берега Нижнего Туюкского озера — стены кара крутизной 35−40° с относительным превышением 120−150 м. К береговой части подступают продукты разрушения кара, на которых селятся карликовая береза, ива, мхи. Максимальные глубины приурочены к северной стороне озера. Дно сложено обломочным материалом размером 0,5−1,0 м в диаметре. Питается озеро за счет атмосферных осадков и снежников. Вода пресная, без запаха и привкуса, температура поверхностного слоя достигает 17−18 °C (июль).

## Туризм
Наиболее удобно добираться до озёр с западной стороны, от Семинского перевала в сторону горы Сарлык (как с посещением вершины, так и в обход Сарлыка). Более сложный путь — по тропам из сёл Кумалыр или Верх-Апшуяхта с северо-востока с выходом на водораздельное плато восточнее озёр.
С самой вершины горы озёра не видны, под ней находится цепочка Куратинских озёр. В них берёт начало река Курата — приток реки Урсул, в то время как Туюк течёт на север в реку Сему. Эти живописные озёра посетители вершины Сарлыка часто принимают за Туюкские.